# Административно-территориальное деление Иркутской области

## Административно-территориальное устройство

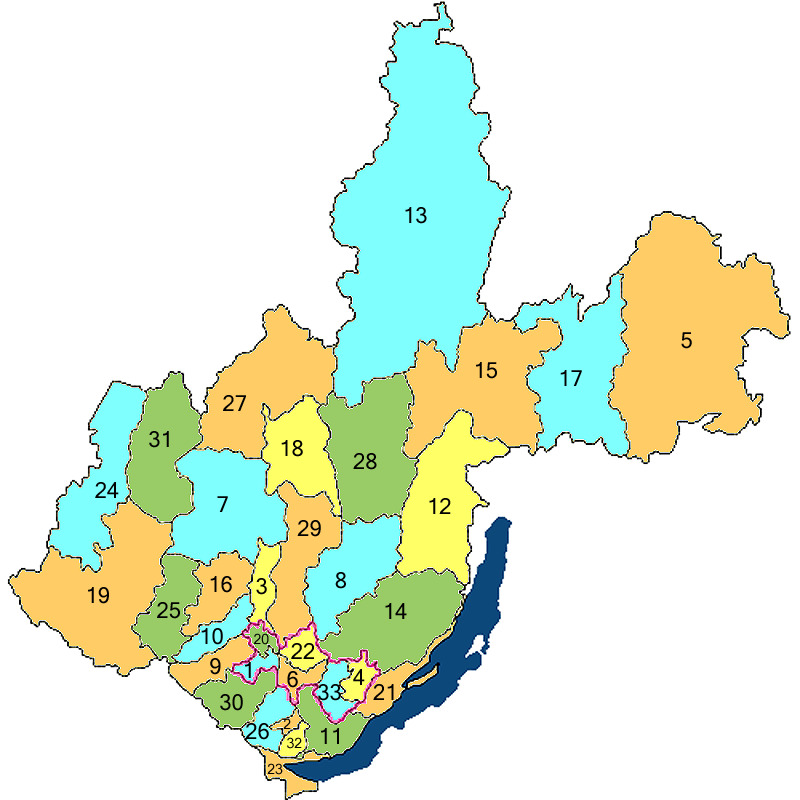
Административно-территориальное устройство Иркутской области.
Цифрами обозначены районы области
Красной линией обозначены границы административно-территориальной единицы с особым статусом Усть-Ордынского Бурятского округа

Согласно 2 Закону «Об административно-территориальном устройстве Иркутской области», Уставу Иркутской области, субъект РФ включает следующие административно-территориальные образования:
1. районы области;
2. города и иные городские населённые пункты;
3. сельские населённые пункты;
4. районы в городах области;
5. Усть-Ордынский Бурятский округ (административно-территориальная единица с особым статусом).

Административно-территориальное устройство области — система административно-территориальных образований области, которая обеспечивает упорядоченное осуществление на территории области государственной власти и благоприятное социально-экономическое и культурное развитие территории области.
В соответствии с Уставом Иркутской области административно-территориальное устройство области имеет целью оптимальную организацию государственной власти на территории области.
В Иркутской области 33 района: Аларский, Ангарский, Балаганский, Баяндаевский, Бодайбинский, Боханский, Братский, Жигаловский, Заларинский, Зиминский, Иркутский, Казачинско-Ленский, Катангский, Качугский, Киренский, Куйтунский, Мамско-Чуйский, Нижнеилимский, Нижнеудинский, Нукутский, Ольхонский, Осинский, Слюдянский, Тайшетский, Тулунский, Усольский, Усть-Илимский, Усть-Кутский, Усть-Удинский, Черемховский, Чунский, Шелеховский, Эхирит-Булагатский.
Городами Иркутской области являются 22 населённых пункта: Алзамай, Ангарск, Байкальск, Бирюсинск, Бодайбо, Братск, Вихоревка, Железногорск-Илимский, Зима, Иркутск, Киренск, Нижнеудинск, Саянск, Свирск, Слюдянка, Тайшет, Тулун, Усолье-Сибирское, Усть-Илимск, Усть-Кут, Черемхово, Шелехов.
Районами в городах являются:
1. в городе Братске — Падунский, Правобережный, Центральный;
2. в городе Иркутске — Кировский, Куйбышевский, Ленинский, Октябрьский, Свердловский.

Административным центром Иркутской области является город Иркутск.
По состоянию на 2010 год число городов областного подчинения (вне районов) составляло 14: Ангарск, Бодайбо, Братск, Зима, Иркутск, Нижнеудинск с г. Алзамай; Саянск, Тайшет с г. Бирюсинск; Тулун, Усолье-Сибирское, Усть-Илимск; Усть-Кут; Черемхово с г. Свирск; Шелехов.
Районы области
| № на карте | Название                  | Код ОКАТО | Население, чел. | Терри- тория, км² | Плотность, чел./км² | Администра- тивный центр    |
| ---------- | ------------------------- | --------- | --------------- | ----------------- | ------------------- | --------------------------- |
| 1          | Аларский район*           | 25 205    | ↗22 135         | 2 700             | 8,2                 | посёлок Кутулик             |
| 2          | Ангарский район           | 25 203    | ↘228 708        | 1 150             | 228,5               | город Ангарск               |
| 3          | Балаганский район         | 25 201    | ↗8747           | 6 600             | 1,6                 | посёлок Балаганск           |
| 4          | Баяндаевский район*       | 25 207    | ↗11 655         | 3 760             | 3,1                 | село Баяндай                |
| 5          | Бодайбинский район        | 25 202    | ↘14 411         | 92 000            | 0,3                 | город Бодайбо               |
| 6          | Боханский район*          | 25 209    | ↗25 050         | 3 700             | 7,3                 | посёлок Бохан               |
| 7          | Братский район            | 25 204    | ↘49 052         | 33 660            | 1,9                 | город Братск                |
| 8          | Жигаловский район         | 25 206    | ↗8957           | 22 640            | 0.4                 | пгт Жигалово                |
| 9          | Заларинский район         | 25 208    | ↘26 549         | 7 540             | 3.52                | пгт Залари                  |
| 10         | Зиминский район           | 25 210    | ↘12 501         | 7 000             | 2,14                | город Зима                  |
| 11         | Иркутский район           | 25 212    | ↗162 716        | 9 200             | 7,5                 | город Иркутск               |
| 12         | Казачинско-Ленский район  | 25 214    | ↘15 404         | 33 300            | 0,6                 | село Казачинское            |
| 13         | Катангский район          | 25 216    | ↘3089           | 139 000           | 0,03                | село Ербогачён              |
| 14         | Качугский район           | 25 218    | ↘15 292         | 31 400            | 0,54                | пгт Качуг                   |
| 15         | Киренский район           | 25 220    | ↘16 219         | 43 800            | 0.37                | город Киренск               |
| 16         | Куйтунский район          | 25 222    | ↘27 820         | 11 200            | 3,2                 | пгт Куйтун                  |
| 17         | Мамско-Чуйский район      | 25 224    | ↘3350           | 43 000            | 0,15                | пгт Мама                    |
| 18         | Нижнеилимский район       | 25 226    | ↘43 599         | 36 823            | 1.18                | город Железногорск-Илимский |
| 19         | Нижнеудинский район       | 25 228    | ↘53 238         | 50 000            | 1,06                | город Нижнеудинск           |
| 20         | Нукутский район*          | 25 229    | ↘15 119         | 2 400             | 6,3                 | посёлок Новонукутский       |
| 21         | Ольхонский район          | 25 230    | ↗10 476         | 15 900            | 0,57                | село Еланцы                 |
| 22         | Осинский район*           | 25 231    | ↘20 818         | 4 400             | 4,73                | село Оса                    |
| 23         | Слюдянский район          | 25 234    | ↘39 056         | 5 300             | 6,2                 | город Слюдянка              |
| 24         | Тайшетский район          | 25 236    | ↘72 030         | 27 800            | 3,14                | город Тайшет                |
| 25         | Тулунский район           | 25 238    | ↘19 779         | 13 500            | 1,46                | город Тулун                 |
| 26         | Усольский район           | 25 240    | ↘48 884         | 6 881,6           | 7,4                 | посёлок Белореченский       |
| 27         | Усть-Илимский район       | 25 242    | ↘13 426         | 36 823            | 0,60                | город Усть-Илимск           |
| 28         | Усть-Кутский район        | 25 244    | ↘43 443         | 34 600            | 1,59                | город Усть-Кут              |
| 29         | Усть-Удинский район       | 25 246    | ↘13 461         | 20 400            | 0,8                 | посёлок Усть-Уда            |
| 30         | Черемховский район        | 25 248    | ↗28 781         | 9 900             | 2.91                | город Черемхово             |
| 31         | Чунский район             | 25 250    | ↘27 851         | 25 800            | 1,32                | пгт Чунский                 |
| 32         | Шелеховский район         | 25 255    | ↘65 099         | 2 100             | 30,6                | город Шелехов               |
| 33         | Эхирит-Булагатский район* | 25 257    | ↘29 403         | 5 200             | 5.65                | посёлок Усть-Ордынский      |

*Составляют административно-территориальную единицу с особым статусом Усть-Ордынский Бурятский округ

## Муниципальное устройство
В рамках муниципального устройства в границах административно-территориальных образований области к 1 января 2019 года образованы 457 муниципальных образований, в том числе
- 10 городских округов: Ангарск (муниципальное образование «Ангарский городской округ»), Братск (муниципальное образование город Братск), Зима (Зиминское городское муниципальное образование), Иркутск (муниципальное образование город Иркутск), Саянск (муниципальное образование город Саянск), Свирск (муниципальное образование город Свирск), Тулун (муниципальное образование город Тулун), Усолье-Сибирское (муниципальное образование город Усолье-Сибирское), Усть-Илимск (муниципальное образование город Усть-Илимск) и Черемхово (муниципальное образование город Черемхово).[9]
- 32 муниципальных района[10], включающие: 
  - 63 городских поселения,
  - 352 сельское поселение.

После муниципальной реформы 2005—2008 годов город Ангарск был включён в Ангарский район (сначала был образован муниципальный район Ангарское муниципальное образование, а затем городской округ), Бодайбо — в Бодайбинский район (Муниципальное образование города Бодайбо и района), Нижнеудинск и Алзамай — в Нижнеудинский район (Муниципальное образование «Нижнеудинский район»), Тайшет и Бирюсинск — в Тайшетский район (Муниципальное образование «Тайшетский район»), Усть-Кут — в Усть-Кутский район (Усть-Кутское муниципальное образование), Шелехов — в Шелеховский район (Муниципальное образование Шелеховский район). Город Свирск был выделен из подчинения городу Черемхову и составил отдельный городской округ. с 1 января 2015 года, муниципальное образование «город Ангарск», Мегетское муниципальное образование, Одинское муниципальное образование и Савватеевское муниципальное образование объединены в Ангарское городское муниципальное образование, наделённое статусом городского округа.
Городские округа и муниципальные районы
| № на карте           | Флаг | Герб | Название                  | Население, чел. | Терри- тория, км² | Плотность, чел./км² | Администра- тивный центр    |
| -------------------- | ---- | ---- | ------------------------- | --------------- | ----------------- | ------------------- | --------------------------- |
| Городские округа     |      |      |                           |                 |                   |                     |                             |
| 1                    |      |      | город Иркутск             | ↘605 708        | 280,0             | 1976.85             |                             |
| 2                    |      |      | Ангарский                 | ↘228 708        | 1 150             | 228,5               |                             |
| 3                    |      |      | город Братск              | ↘219 365        | 428,0             | 512,54              |                             |
| 4                    |      |      | город Зима                | ↗30 640         | 52,9              | 651                 |                             |
| 5                    |      |      | город Саянск              | ↘35 561         | 82,4              | 378,99              |                             |
| 6                    |      |      | город Свирск              | ↗15 485         | 22,4              | 400.96              |                             |
| 7                    |      |      | город Тулун               | ↘38 440         | 133,5             | 312,1               |                             |
| 8                    |      |      | город Усолье-Сибирское    | ↘71 694         | 74,0              | 1 053,9             |                             |
| 9                    |      |      | город Усть-Илимск         | ↘77 034         | 226,8             | 336,39              |                             |
| 10                   |      |      | город Черемхово           | ↘52 879         | 114,4             | 463.85              |                             |
| Муниципальные районы |      |      |                           |                 |                   |                     |                             |
| 11                   |      |      | Аларский район*           | ↗22 135         | 2 700             | 8,2                 | посёлок Кутулик             |
| 12                   |      |      | Балаганский район         | ↗8747           | 6 600             | 1,6                 | посёлок Балаганск           |
| 13                   |      |      | Баяндаевский район*       | ↗11 655         | 3 760             | 3,1                 | село Баяндай                |
| 14                   |      |      | Бодайбинский район        | ↘14 411         | 92 000            | 0,3                 | город Бодайбо               |
| 15                   |      |      | Боханский район*          | ↗25 050         | 3 700             | 7,3                 | посёлок Бохан               |
| 16                   |      |      | Братский район            | ↘49 052         | 33 660            | 1,9                 | город Братск                |
| 17                   |      |      | Жигаловский район         | ↗8957           | 22 640            | 0.4                 | пгт Жигалово                |
| 18                   |      |      | Заларинский район         | ↘26 549         | 7 540             | 3.52                | пгт Залари                  |
| 19                   |      |      | Зиминский район           | ↘12 501         | 7 000             | 2,14                | город Зима                  |
| 20                   |      |      | Иркутский район           | ↗162 716        | 9 200             | 7,5                 | город Иркутск               |
| 21                   |      |      | Казачинско-Ленский район  | ↘15 404         | 33 300            | 0,6                 | село Казачинское            |
| 22                   |      |      | Катангский район          | ↘3089           | 139 000           | 0,03                | село Ербогачён              |
| 23                   |      |      | Качугский район           | ↘15 292         | 31 400            | 0,54                | пгт Качуг                   |
| 24                   |      |      | Киренский район           | ↘16 219         | 43 800            | 0.37                | город Киренск               |
| 25                   |      |      | Куйтунский район          | ↘27 820         | 11 200            | 3,2                 | пгт Куйтун                  |
| 26                   |      |      | Мамско-Чуйский район      | ↘3350           | 43 000            | 0,15                | пгт Мама                    |
| 27                   |      |      | Нижнеилимский район       | ↘43 599         | 36 823            | 1.18                | город Железногорск-Илимский |
| 28                   |      |      | Нижнеудинский район       | ↘53 238         | 50 000            | 1,06                | город Нижнеудинск           |
| 29                   |      |      | Нукутский район*          | ↘15 119         | 2 400             | 6,3                 | посёлок Новонукутский       |
| 30                   |      |      | Ольхонский район          | ↗10 476         | 15 900            | 0,57                | село Еланцы                 |
| 31                   |      |      | Осинский район*           | ↘20 818         | 4 400             | 4,73                | село Оса                    |
| 32                   |      |      | Слюдянский район          | ↘39 056         | 5 300             | 6,2                 | город Слюдянка              |
| 33                   |      |      | Тайшетский район          | ↘72 030         | 27 800            | 3,14                | город Тайшет                |
| 34                   |      |      | Тулунский район           | ↘19 779         | 13 500            | 1,46                | город Тулун                 |
| 35                   |      |      | Усольский район           | ↘48 884         | 6 881,6           | 7,4                 | посёлок Белореченский       |
| 36                   |      |      | Усть-Илимский район       | ↘13 426         | 36 823            | 0,60                | город Усть-Илимск           |
| 37                   |      |      | Усть-Кутский район        | ↘43 443         | 34 600            | 1,59                | город Усть-Кут              |
| 38                   |      |      | Усть-Удинский район       | ↘13 461         | 20 400            | 0,8                 | посёлок Усть-Уда            |
| 39                   |      |      | Черемховский район        | ↗28 781         | 9 900             | 2.91                | город Черемхово             |
| 40                   |      |      | Чунский район             | ↘27 851         | 25 800            | 1,32                | пгт Чунский                 |
| 41                   |      |      | Шелеховский район         | ↘65 099         | 2 100             | 30,6                | город Шелехов               |
| 42                   |      |      | Эхирит-Булагатский район* | ↘29 403         | 5 200             | 5.65                | посёлок Усть-Ордынский      |

* Входит в административно-территориальную единицу с особым статусом Усть-Ордынский Бурятский округ

## История

### 1682—1763 годы. Воеводство, уезд, провинция
В 1682 году было создано Иркутское воеводство (уезд), которое в следующем году вошло в состав Енисейского разряда.
18 декабря 1708 года Иркутский уезд был включён в состав новообразованной Сибирской губернии (центр — город Тобольск).
29 мая 1719 года Указом Сената Сибирская губерния была разделена на 3 провинций: Вятскую, Соликамскую и Тобольскую.
26 ноября 1724 года из состава Тобольской провинции была выделена Иркутская провинция, в состав которой вошли Иркутский, Верхнеудинский, Нижнеудинский, Киренский и Якутский уезды (см. АТД Якутии).

### 1764—1796 годы. Губерния, наместничество
19 октября 1764 года Иркутская провинция была выделена из Сибирской губернии и преобразована в Иркутскую губернию (официально «открыта» 15 марта 1765 года). Губерния включала в себя 11 городов с подчинёнными им селениями: Балаганск, Баргузин, Верхний Удинск, Верхоленск, Илимск, Иркутск, Нерчинск, Охотск, Петропавловск, Селенгинск, Якутск.
31 января 1775 года на основании законоположения «О новом разделении Иркутской губернии на провинции, воеводства и комиссарства» Иркутская губерния была разделена на две провинции: Удинскую и Якутскую (см. далее АТД Якутии), три уезда с воеводскими правлениями: Киренский, Балаганский и Алданский и 12 комиссарств.

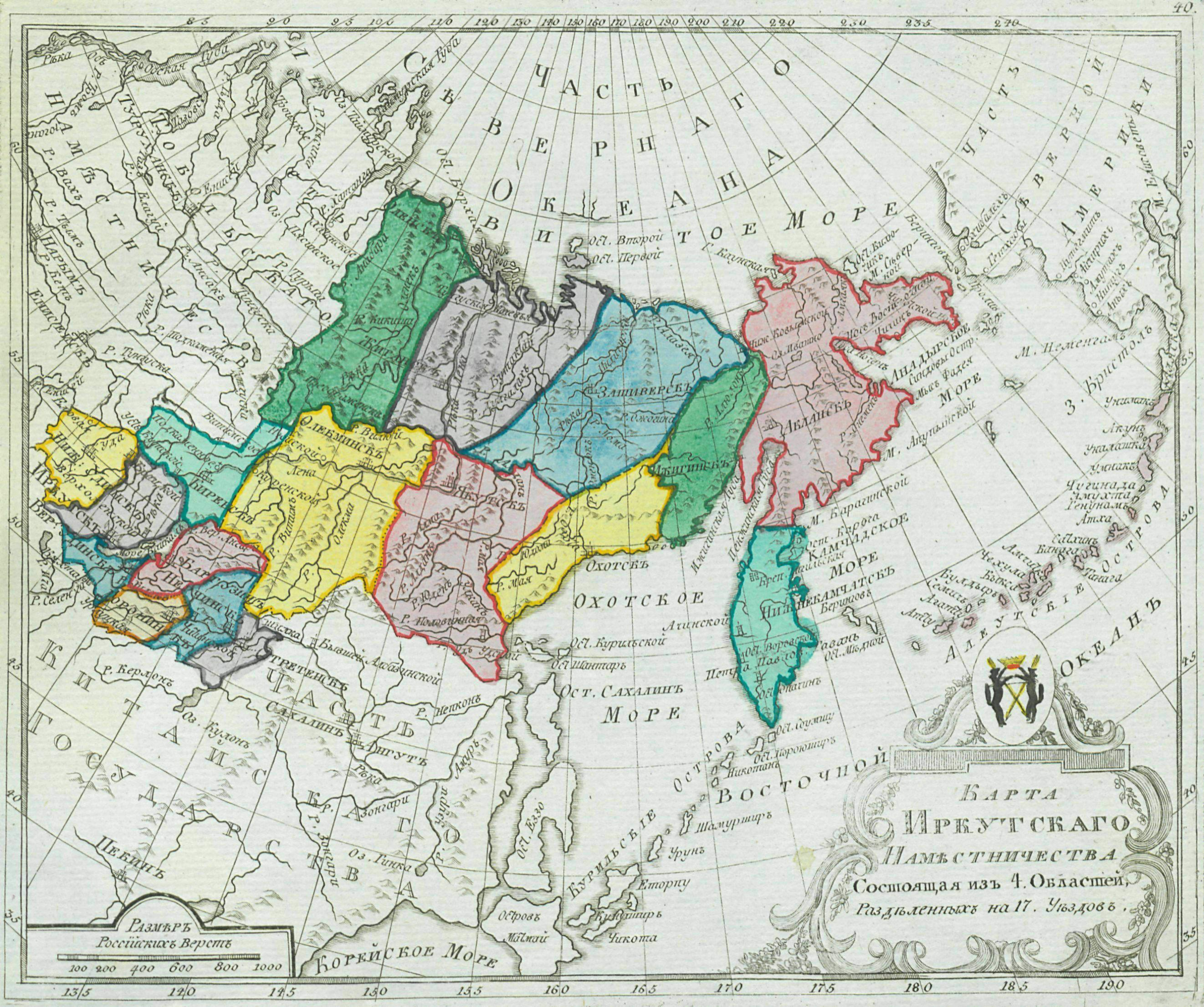
Уезды Иркутского наместничества, 1792 год

6 марта 1783 года на основании Именного Указа Иркутская губерния была преобразована в Иркутское наместничество (официально «открыто» 27 декабря 1783 года (7 января 1784 года)) в составе четырёх областей: Иркутской, Нерчинской (образована 11 февраля 1784 года), Охотской и Якутской (создана 14 марта 1784 года). Области в свою очередь делились на 17 уездов.
| Область    | Центр          | Уезды                                               |
| ---------- | -------------- | --------------------------------------------------- |
| Иркутская  | город Иркутск  | Верхнеудинский, Иркутский, Киренский, Нижнеудинский |
| Нерчинская | город Нерчинск | (см. АТД Забайкальского края)                       |
| Охотская   | город Охотск   | (см. АТД Хабаровского края)                         |
| Якутская   | город Якутск   | (см. АТД Якутии)                                    |

### 1797—1926 годы. Иркутская губерния

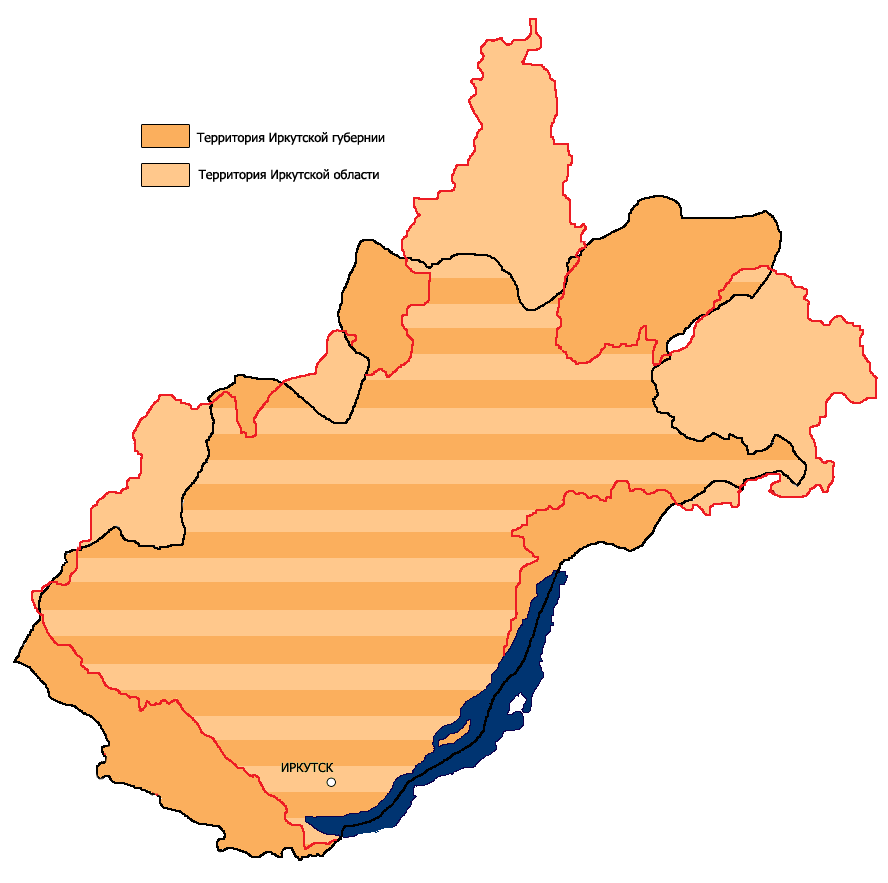
Территории Иркутской губернии Российской империи и Иркутской области РФ

#### 1797—1822 годы
12 декабря 1796 года вышел Именной указ «О новом разделении государства на губернии», согласно которому в марте следующего года вместо Иркутского наместничества была вновь создана Иркутская губерния.
В 1803 году Иркутская губерния вошла в состав новообразованного Сибирского генерал-губернаторства (центр — город Иркутск).
11 августа 1803 года согласно «Положению для Камчатки» из Нижнекамчатского уезда и Ижигинского округа была учреждена Камчатская область Иркутской губернии (см. далее АТД Камчатского края).
22 апреля 1805 года согласно Именному указу из северо-восточной части Иркутской губернии (Якутский уезд) была образована Якутская область Иркутской губернии (см. далее АТД Якутии). Остальная территория губернии разделена на 7 уездов с присоединением Охотска. В 1822 году вместо уездов были введены округа, количество которых сократилась до четырёх:
- Верхнеудинский
- Иркутский
- Нерчинский
- Нижнеудинский[17][19][20]

#### 1822—1887 годы
22 января 1822 года Именным указом Сибирское генерал-губернаторство было разделено на Западно-Сибирское (центр — город Тобольск) и Восточно-Сибирское (центр — город Иркутск) генерал-губернаторства. 22 июня того же года было утверждено «Учреждение для управления сибирских губерний» с приложением «Табели разделения Сибири», согласно которому в Восточно-Сибирское генерал-губернаторство вошли:
- Иркутская губерния
  - Якутская область
  - Камчатское приморское управление
  - Охотское приморское управление
  - Троицкосавское пограничное управление
- Енисейская губерния (центр — город Красноярск)
- Владения Российской империи в Северной Америке (центр — город Ново-Архангельск)[19][24][25]

2 декабря 1849 года согласно указу Правительствующему Сенату из Камчатского приморского управления и Гижигинского округа Охотского приморского управления Иркутской губернии была образована Камчатская область Восточно-Сибирского генерал-губернаторства (см. далее АТД Камчатского края).
В 1851 году произошли значительные административно-территориальные преобразования в Иркутской губернии:
- 20 июня было образовано Кяхтинское градоначальство (центр — город Троицкосавск)[27]
- 11 июля из Верхнеудинского и Нерчинского округов и Кяхтинского градоначальства была образована Забайкальская область (центр — город Чита) Восточно-Сибирского генерал-губернаторства (см. далее АТД Забайкальского края)[20]
- 16 августа был опубликован указ об отделении Якутской области от Иркутской губернии (см. далее АТД Якутии).[28]

В 1856 году из Иркутского округа были выделены Балаганский и Верхоленский округа, таким образом, вместе с Нижнеудинским, количество округов в Иркутской губернии достигло четырёх. В 1887 году округа были переименованы в уезды.
16 июня 1884 года Забайкальская, Амурская и Приморская области Восточно-Сибирского генерал-губернаторства были переданы в новообразованное Приамурское генерал-губернаторство.

#### 1887—1917 годы
В 1887 году Восточно-Сибирское генерал-губернаторство было преобразовано в Иркутское (упразднено в марте 1917 года). На тот момент оно включало в себя Иркутскую и Енисейскую губернии и Якутскую область. 17 марта 1906 года в состав Иркутского генерал-губернаторства была включена Забайкальская область.
18 января 1898 года из Якутской области в состав Иркутской губернии был передан Олёкминский золотопромышленный район. В том же году был вновь образован Киренский уезд.
К 1913 году в состав Иркутской губернии входили 5 уездов: Балаганский, Верхоленский, Иркутский, Киренский и Нижнеудинский и Олёкминско-Витимский горный округ.

#### 1917—1926 годы
После принятия в октябре 1917 года на Общебурятском съезде в городе Верхнеудинске Статута о временных органах по управлению, начинается территориальное, хозяйственное и административное размежевание бурятского и русского населения. Бурятское население, проживавшее на территории Иркутской губернии объединяется в сомоны, хошуны и аймаки. В Иркутской губернии в октябре 1917 года были образованы Ангарский (Ангаро-Муринский), Тункинский и Эхирит-Булагатский аймаки.
К 1 августа 1921 года в состав Иркутской губернии выходили следующие территориальные единицы:
- уезды:
  - Балаганский (25 волостей)
  - Бодайбинский (2 волости)
  - Верхоленский (21 волость)
  - Иркутский (21 волость)
  - Киренский (23 волости)
  - Н. Селенинский (13 волостей)
  - Нижнеудинский (24 волости)
  - Черемховский (14 волостей)
- аймаки:
  - Ангарский (8 хошунов)
  - Тункинский (5 хошунов)
  - Эхирит-Булагатский (19 хошунов)

15 августа 1924 года по проекту районирования, утверждённого пленумом Иркутского губернского исполкома, территория Иркутской губернии была разделена на 3 округа: Иркутский, Тулунский, Киренский и 2 промышленных района: Черемховский и Бодайбинский. В это же время была образована Нижнеудинская районная волость Тулунского уезда из бывших Уковской, Алзамайской, Катарбейской, части Шебертинской волостей Иркутской губернии и города Нижнеудинска.
25 мая 1925 года Иркутская губерния вошла в состав новообразованного Сибирского края. К 5 октября 1925 года АТД Иркутской губернии выглядело следующим образом:
| Округ, район                    | Центр         | Волости |
| ------------------------------- | ------------- | --- |
| Иркутск                         |               | |
| Бодайбинский промышленный район | город Бодайбо | — |
| Иркутский                       | город Иркутск | Балагаевская, Жигаловская, Иркутская, Кабанская, Качугская, Оёкская, Усольская, Усть-Удинская, Черемховская                                       |
| Киренский                       | город Киренск | Казачинская, Макарьевская, Преображенская, Усть-Кутская, Чечуйская                                                                                |
| Тулуновский                     | село Тулун    | Братская, Заларинская, Зиминская, Кимильтейская, Куйтунская, Низменная, Нижне-Удинская, Тагнинская, Тулуновская, Отдельный Карагаевский сельсовет |

### 1926—1930 годы. Иркутский, Киренский и Тулунский округа
28 июня 1926 года постановлением ВЦИК Иркутская губерния была упразднена, а на её территории созданы 3 округа:
- Иркутский — в пределах Иркутского и Верхоленского уездов, части Зиминского уезда (Балаганской, Усть-Удинской, Заларинской и Тагнинской волостей) и Бодайбинского золотопромышленного района
- Киренский — в пределах Киренского уезда
- Тулунский — в пределах Тулуновского уезда и части Зиминского уезда (Кимильтейской и Зиминской волостей)

| Округ     | Центр         | Районы |
| --------- | ------------- | --- |
| Иркутский | город Иркутск | 1. Балаганский (центр — село Балаганское), 2. Бодайбинский (центр — город Бодайбо), 3. Жигаловский (центр — село Жигалово), 4. Заларинский (центр — село Залари; включал в себя 19 сельсоветов), 5. Иркутский (центр — город Иркутск), 6. Кабанский (центр — село Кабанск), 7. Качугский (центр — село Качуг), 8. Оёкский (центр — село Оёк), 9. Тагнинский (центр — село Тагна), 10. Усольский (центр — город Усолье), 11. Усть-Удинский (центр — село Усть-Уда), 12. Черемховский (центр — город Черемхово) |
| Киренский | город Киренск | 1. Казачинский (центр — село Казачинское), 2. Макаровский (центр — село Макаровское), 3. Преображенский (центр — село Преображенское), 4. Усть-Кутский (центр — село Усть-Кут), 5. Чечуйский (центр — село Чечуйское) |
| Тулунский | село Тулун    | 1. Братский (центр — село Братское), 2. Зиминский (центр — город Зима), 3. Кимильтейский (центр — село Кимильтей), 4. Куйтунский (центр — село Куйтун), 5. Нижне-Илимский (центр — село Нижне-Илимское), 6. Нижнеудинский (центр — город Нижнеудинск), 7. Тулунский (центр — село Тулун) |

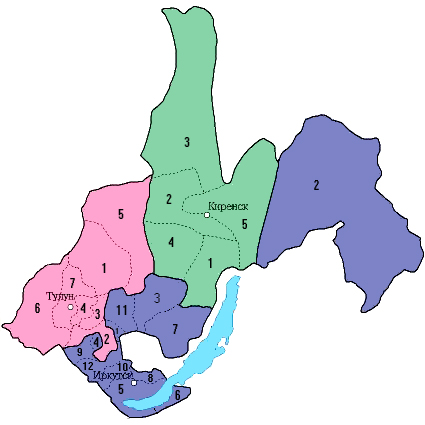
Иркутский, Киренский и Тулунский округа до 20 декабря 1926 года

20 декабря 1926 года Кабанский и часть Иркутского районов были переданы в состав Бурят-Монгольской АССР.
19 июля 1929 года постановлением Сибирского крайисполкома Тулунский округ был упразднён. Почти все его районы отошли к Иркутскому округу, за исключением Нижнеудинского района, который вошёл в состав Канского округа. Куйтунский район вошёл в состав Иркутского округа. В том же году Макаровский, Преображенский и Чечуйский районы были объединены в новый Киренский район с центром в городе Киренске.
20 июня 1930 года Оёкский район вошёл в состав Иркутского района, а Тагнинский — в состав Заларинского.

### 1930—1936 годы. Восточно-Сибирский край, область
30 июля 1930 года постановлением ВЦИК и СНК СССР был образован Восточно-Сибирский край с центром в городе Иркутск, округа ликвидированы,а районы перешли в прямое подчинение края.
10 декабря 1930 года постановлением Президиума ВЦИК РСФСР «Об организации национальных объединений в районах расселения малых народностей Севера» в составе Восточно-Сибирского края был образован Витимо-Олёкминский национальный округ, в который вошла, в том числе, южная оконечность Бодайбинского района, так называемый Каларский угол (см. также АТД Забайкальского края).
Этим же постановлением был образован Катанский национальный (Эвенкийский) район (центр — село Ербогачен), в состав которого были включены из Восточно-Сибирского края Катанский район полностью, из Якутской АССР район в бассейне Нижней Тунгуски и Чуны. В том же году образован Тофаларский туземный район.
В 1934 году был образован Кировский сельский район (центр — село Олонки).
5 декабря 1936 года Восточно-Сибирский край был разделён на Бурят-Монгольскую АССР и Восточно-Сибирскую область (центр — город Иркутск) в составе 45 районов.

### 1937—2007 годы. Иркутская область и УОБАО

#### 1937—1962 годы
Иркутская область в составе РСФСР с центром в Иркутске была образована 26 сентября 1937 года в результате разделения Восточно-Сибирской области. В состав новообразованной Иркутской области были так же включены четыре аймака Бурят-Монгольской АССР: Ольхонский, вошедший непосредственно в состав области и переименованный в Ольхонский район и Аларский, Боханский и Эхирит-Булагатский, преобразованные в Усть-Ордынский Бурят-Монгольский национальный округ Иркутской области. В Усть-Ордынский Бурят-Монгольский НО были также включены три сельских Совета Кировского района (Середкинский, Евсеевский, Казачинский) и один сельский Совет (Усть-Осинский) Балаганского района Иркутской области.
29 января 1938 года Постановлением Президиума ВЦИК из Аларского аймака был выделен Нукутский аймак (центр — Нукуты) в составе 7 сельсоветов.
В 1939 году Тофаларский туземный район получил статус национального района.
| Район                                               | Центр                          | Сельсоветы, города и посёлки районного подчинения |
| --------------------------------------------------- | ------------------------------ | --- |
| Иркутск                                             |                                | |
| Черемхово                                           |                                | |
| Балаганский                                         | село Балаганск                 | Балаганский, Карымский, Коноваловский, Малышевский, Метляенский, Молькинский, Усть-Талькинский, Хайрюзовский, Щиверский |
| Бодайбинский                                        | город Бодайбо                  | Жуинский, Конкудерский, Мачинский, Патомский, Синюгинский, город Бодайбо, посёлки Андреевск, Апрельск, Артёмовский, Кропоткин, Мама, Светлый |
| Братский                                            | село Братск                    | Больше-Кадинский, Больше-Мамырский, Братский, Долоновский, Дубынинский, Кежемский, Кобляковский, Лучихинский, Нижне-Суворовский, Нижне-Шаманский, Падунский, Париловский, Подъеланский, Шаманский |
| Жигаловский                                         | посёлок Жигалово               | Головский, Грузновский, Дальне-Закорский, Заплескинский, Знаменский, Каченский, Келорский, Кичейский, Коношановский, Лукиновский, Нижне-Слободский, Петровский, Пономарёвский, Рудовский, Суровский, Тимошинский, Тутурский, Тыптинский, Усть-Илгинский, Чиканский, посёлок Жигалово |
| Заларинский                                         | село Залари                    | Андреевский, Бабагайский, Бажирский, Больше-Заимский, Веринский, Верхне-Голуметский, Вознесенский, Дмитриевский, Заларинский, Исаковский, Каратаевский, Моисеевский, Ново-Черемховский, Рудниковский, Сортовский, Тыретский 1-й, Тыретский 2-й, Ханжиновский, Холмогойский, Хор-Тагнинский, Черемшанский, Шерагул-Сачковский |
| Зиминский                                           | город Зима                     | Баргадайский, Батаминский, Больше-Воронежский, Верхне-Зиминский, Глинкинский, Иконниковский, Кимильтейский, Кундулунский, Масляногорский, Ново-Летниковский, Ново-Никольский, Перевозовский, Покровский, Старо-Зиминский, Услонский, Ухтуйский, город Зима |
| Иркутский                                           | город Иркутск                  | Акинино-Баклашинский, Больше-Разводнинский, Бургасский, Введенский, Голковский, Грановский, Егоровский, Захальский, Котинский, Кузьмихинский, Лыловский, Максимовский, Мало-Еланский, Михалёвский, Никольский, Оёкский, Олхинский, Пашконский, Савватеевский, Смоленский, Суховский, Тихонопадский, Тугутуйский, Уриковский, Усть-Кудинский, Харатский, Хомутовский, посёлок Тальцы                                                        |
| Казачинско-Ленский                                  | село Казачинское               | Ермаковский, Казачинский, Карамский, Кутимский, Мартыновский, Новосёловский, Осиновский, Тарасовский, Хиндинский |
| Катангский                                          | село Ербогачен                 | Ербогаченский, Икский, Кондыгирский, Наканновский, Непский, Оськинский, Преображенский, Токминский, Хомокашевский |
| Качугский                                           | посёлок Качуг                  | Ангинский, Белоусовский, Бирюльский, Больше-Головский, Больше-Тарельский, Больше-Улунский, Бутаковский, Верхоленский, Заложный, Исетский, Карлукский, Кистеневский, Козловский, Косогольский, Кузнецовский, Курунгуйский, Литвиновский, Мало-Манзурский, Мало-Терельский, Манзурский, Никилейский, Ользоно-Чарайдовский, Полосковский, Седовский, Судохойбетский, Тарайский, Тутуро-Очеульский, Чернорудский, Чептыхойский, посёлок Качуга |
| Киренский                                           | город Киренск                  | Алымовский, Банщиковский, Верхолугский, Дубровский, Заборский, Змеиновский, Ильинский, Ичерский, Кондрашкинский, Коршуновский, Краснояровский, Кудринский, Лазаревский, Макаровский, Мироновский, Нижне-Карелинский, Паршинский, Петропавловский, Подволошинский, Потановский, Сидоровский, Сполошинский, Ульканский, Усть-Киренгский, Хабаровский, Чечуйский, Чуйский, город Киренск, посёлок Алексеевск                                  |
| Кировский                                           | село Олонки                    | Александровский, Баруйский, Буретский, Быковский, Гороховский, Гречехонский, Идинский, Курьинский, Мамруковский, Олонский, Усть-Балейский |
| Куйтунский                                          | посёлок Куйтун                 | Александро-Невский (Заводский), Александро-Невский (Станичный), Амурский, Андрюшинский, Барлукский, Больше-Кашелакский, Бродский, Бурукский, Завальский, Илийский, Иркутский пс, Каразейский, Каранцайский, Карымский, Куйтунский, Ленинский пс, Листвянский, Мало-Кочерминский, Мингатуйский, Ново-Кадинский, Сулкетский, Тулинский, Усть-Кадинский, Уянский, Хайхтинский, Харикский, Чеботарихинский                                     |
| Нижне-Илимский                                      | село Нижне-Илимское            | Воробьёвский, Ершовский, Зятейский, Игирминский, Илимский, Кеульский, Коробейниковский, Невонский, Нижне-Илимский, Романовский, Тубинский, Шестаковский |
| Нижнеудинский                                       | город Нижнеудинск              | Алзамайский, Барвинский, Даурский, Иргейский, Караугунский, Катарбейский, Катарминский, Кургатейский, Ориковский, Питаевский, Порогский, Солонецкий, Тарейский, Тало-Ключинский, Укарский, Укмарский, Усть-Рубахинский, Хингуйский, Худо-Еланский, Чеховский, Шебартинский, Широковский, город Нижнеудинск, посёлок Нерой |
| Ольхонский аймак                                    | село Еланцы                    | Алагуевский, Ангинский, Зама-Онгурёнский, Косостенский, Ольхонский, Чернорудский |
| Слюдянский                                          | город Слюдянка                 | Больше-Голоустненский, Мало-Голоустненский, Маритуйский, Тибельтинский, Утуликский, город Слюдянка, посёлки Култук, Листвянка |
| Тайшетский                                          | город Тайшет                   | Авдюшинский, Баероновский, Бирюсинский, Енисейский, Ингашетский, Колтошинский, Конторский, Костомаровский, Короленковский, Нижне-Гоголевский, Николаевский, Ново-Николаевский, Ново-Шелеховский, Покровский, Половино-Черемховский, Старо-Акульшетский, Тальский, Троицкий, Туманшетский, Черемшанский, Шелеховский, город Тайшет, посёлок Суетиха                                                                                         |
| Тангуйский                                          | село Тангуй                    | Бадинский, Больше-Молькинский, Варгаликский, Илирский, Карлойский, Ключе-Булакский, Кобинский, Куватский, Старо-Корайский, Тангуйский, Тэминский, Хахарейский, Худобчинский |
| Тофаларский                                         | Культбаза Алыгджер на реке Уде | Манкресский, Покровский, Тофаларский |
| Тулунский                                           | город Тулун                    | Афанасьевский, Бурхунский, Владимирский, Гадалейский, Гарбакарайский, Гуранский, Евгеньевский, Евдокимовский, Едагонский, Заусаевский, Изегольский, Икейский, Кадуйский, Кирейский, Ключе-Барминский, Красносельский, Мугунский, Нижне-Бурбукский, Нежне-Мантуйский, Никитаевский, Нюринский, Одонский, Перфильевский, Трактово-Курзанский, Тракторовый, Умыгенский, Ускулский, Харгажинский, Шарагульский, город Тулун                    |
| Усольский                                           | город Усолье-Сибирское         | Биликтуйский, Бодайский, Больше-Еланский, Больше-Жилкинский, Буретский, Ивановский, Китойский, Култукский, Малтинский, Михайловский, Одинский, Раздольинский, Та́йтурский, Узко-Лугский, Усолье-Жилкинский, Хайтинский, Холмушинский, Целотский, город Усолье-Сибирское, посёлки Мишелёвка, Тельма |
| Усть-Кутский                                        | село Усть-Кут                  | Басовский, Боярский, Каймоновский, Максимовский, Марковский, Назаровский, Омолоевский, Орлингский, Подымахинский, Тарасовский, Таюрский, Турукский, Усть-Кутский, Якуримский, посёлок Осетрово |
| Усть-Удинский                                       | село Усть-Уда                  | Ангарский, Аталанский, Балаганкинский, Безносовский, Кардинский, Коченгский, Кочергинский, Ново-Удинский, Распутинский, Светлолобовский, Средне-Муйский, Усть-Удинский, Шипицинский, Яндинский |
| Черемховский                                        | город Черемхово                | Бархатовский, Бейтоновский, Бельский, Верхне-Булайский, Верхне-Иретский, Голуметский, Грязнухинский, Гымыльский, Ингинский, Касьяновский, Ключинский, Нижне-Иретский, Парфёновский, Средне-Булайский, Табукский, Тунгусский, Черемховский, Шадринский, посёлок Свирское |
| Шиткинский                                          | село Шитка                     | Балтуринский, Бузыкановский, Бунбуйский, Верхне-Ужетский, Выдринский, Ганькинский, Глинский, Кондратьевский, Нижне-Заимский, Ново-Чуйский, Пойминский, Тракт Ужетский, Треминский, Червянский, Черенганчетский, Черчетский, Шегашетский, Шелаевский, Шиткинский |
| Усть-Ордынский Бурят-Монгольский национальный округ |                                | |
| Аймак                                               | Центр                          | Сельсоветы |
| Аларский                                            | село Кутулик                   | Альзо-Хигинский, Алятский, Бахтайский, Головинский, Зонский, Иванический, Куптинский, Кусовский, Кутуликский, Нельхайский, Ныгдинский, Островской, Тыргетуйский |
| Боханский                                           | село Бохан                     | Бильчирский, Верхне-Идинский, Вершинский, Готольский 1-й, Готольский 2-й, Евсеевский, Казачинский, Каха-Онгойский, Лузгина-Слободский, Н. Воскресенский, Нижне-Серёдкинский, Онгой-Кутанский, Улейский, Укырский, Усть-Осинский, Шаролдаевский, Янгутский Бурятский, Янгутский Русский |
| Нукутский                                           | село Нукуты                    | Больше-Ерёминский, Булутский, Васильевский, Зунгар-Быкотский, Ользойский, Тангутский, Шаховский |
| Эхирит-Булагатский                                  | село Усть-Орда                 | Байтогский, Баяндаевский, Булусинский, Буровский, Курумчинский, Кырменский, Ново-Николаевский, Олойский, Ользоновский, Усть-Ордынский, Харазаргайский, Хоготовский |

19 апреля 1941 года Указом Президиума Верховного Совета РСФСР из Эхирит-Булагатского аймака был выделен Баяндаевский аймак (центр — село Баяндай) в составе шести сельсоветов: Баяндаевского, Буровского, Курумчинского, Кырменского, Ользоновского и Хоготовского.
11 февраля 1944 года из Боханского аймака был выделен Осинский аймак в составе восьми сельсоветов: Бильчирского, Бурят-Янгутского, Каха-Онгойского, Лузгино-Слободского, Онгой-Кутангского, Русско-Янгутского, Улейского и Усть-Осинского.
В связи с началом строительства железной дороги Тайшет — Лена в 1946 году из территории Братского района выделили Заярский район. К нему отошли 32 населённых пункта, 5 сельсоветов, один поселковый совет, расположенные в верхнем течении р. Ангары.
В 1950 Тофаларский национальный район был упразднён, а его территория вошла в состав Тофаларского и Верхнегутарского сельсоветов Нижнеудинского района.
25 мая 1951 года на основании решения Исполнительного комитета Иркутского областного Совета депутатов трудящихся, за счёт выделения части территории Бодайбинского и Киренского районов, был образован Мамско-Чуйский район.
Указом Президиума Верховного Совета РСФСР от 15 июля 1953 года Заярский район ликивидирован, территория Заярского района присоединена к Братскому.
12 декабря 1953 года был образован Чунский район.
16 сентября 1958 года Усть-Ордынский Бурят-Монгольский национальный округ был переименован в Усть-Ордынский Бурятский национальный округ.
11 декабря 1959 года решением Иркутского облисполкома был упразднён Кировский (сельский) район, часть сельсоветов которого отошла к Боханскому аймаку: Буретский, Гречехонский, Идинский, Курьинский, Морозовский и Олонский (включая бывший райцентр Олонки).
В 1959 году Тангуйский район присоединён к Тулунскому.
После наполнения Братского водохранилища в 1961 году транспортная связь районного центра с поселком Заярск, часть которого не затоплялась, нарушилась. Решено было территорию Заярского сельсовета передать в Нижнеилимский район.

#### 1963—1965 годы
1 февраля 1963 года прошла всесоюзная реформа районного деления, в соответствии с которой районы Иркутской области были разделены на сельские и промышленные. Указом Президиума Верховного Совета РСФСР были упразднены Балаганский (территория вошла в Усть-Удинский (правобережная часть) и Заларинский районы), Баяндаевский (территория вошла в состав Эхирит-Булагатского района), Нижнеудинский, Нукутский (территория вошла в состав Аларского района), Осинский (территория вошла в состав Боханского района). Аларский район включал в себя 2 поселковых Совета (р. п. Кутулик и Забитуй), 9 сельсоветов, входивших ранее в состав Аларского аймака, 5 сельсоветов из ликвидированного Нукутского аймака, 3 сельсоветов из Черемховского района; Боханский — из 11 сельсоветов Боханского аймака и 7 сельсоветов упразднённого Осинского аймака; Эхирит-Булагатский — из 1 поссовета (р. п. Усть-Ордынский), 11 сельсоветов Эхирит-Булагатского аймака и 8 сельсоветов упразднённого Баяндаевского аймака.
В результате реформы Иркутская область была разделена на 1 промышленный и 14 сельских районов, 12 городов имели статус областного подчинения.
| Промышленные районы          | Мамско-Чуйский (центр — пгт Мама) |
| Сельские районы              | Братский (центр — город Братск), Жигаловский (центр — пгт Жигалово), Заларинский (центр — пгт Залари), Иркутский (центр — город Иркутск), Казачинский-Ленский (центр — село Казачинское), Катангский (центр — село Ербогачен), Качугский (центр — пгт Качуг), Киренский (центр — город Киренск), Куйтунский (центр — пгт Куйтун), Нижнеилимский (центр — село Нижнеилимск), Ольхонский (центр — село Еланцы), Тайшетский (центр — город Тайшет), Тулунский (центр — город Тулун), Усть-Удинский (центр — пгт Усть-Уда) |
| Города областного подчинения | Ангарск, Бодайбо, Братск, Зима, Иркутск, Нижнеудинск, Тайшет, Тулун, Усолье-Сибирское, Усть-Кут, Черемхово, Шелехов |

12 января 1965 года в соответствии с постановлением ноябрьского (1964 года) Пленума ЦК КПСС деление Иркутской области на промышленные и сельские районы было упразднено, аймаки УОБНО были переименованы в районы. По состоянию на 12 января 1965 года в составе Иркутской области значилось 26 районов, включая 3 района УОБНО.

#### 1966—2007 годы
| Район                                       | Центр                       | Сельсоветы, города и посёлки районного подчинения |
| ------------------------------------------- | --------------------------- | --- |
| Иркутск                                     |                             | |
| Ангарск                                     |                             | Одинский, Савватеевский, Суховской, посёлок Китой |
| Бодайбо                                     |                             | посёлки Андреевск, Апрельск, Артёмовский, Кропоткин, Мамакан, Светлый |
| Братск                                      |                             | посёлки Осиновка, Порожский, Чекановский |
| Зима                                        |                             | |
| Нижнеудинск                                 |                             | город Алзамай |
| Тайшет                                      |                             | посёлки Суетиха, Юрты |
| Тулун                                       |                             | |
| Усолье-Сибирское                            |                             | |
| Усть-Кут                                    |                             | |
| Черемхово                                   |                             | |
| Шелехов                                     |                             | Шаманский |
| Бодайбинский                                | город Бодайбо               | Жуинский, Патомский, Синюгинский |
| Братский                                    | город Братск                | Артумейский, Воробьёвский, Дубынинский, Илирский, Калтукский, Кежемский, Кеульский, Ключи-Булакский, Кобинский, Кобляковский, Кузнецовский, Нижнешаманский, Новоалександровский, Париловский, Подъеланский, Покосинский, Приморский, Тангуйский, Харанжинский, Шумиловский, посёлки Вихоревка, Усть-Илимск                                               |
| Жигаловский                                 | посёлок Жигалово            | Байдоновский, Дальнезакорский, Знаменский, Келорский, Коношановский, Коченский, Лукиновский, Петровский, Рудовский, Суровский, Тимошинский, Тутурский, Усть-Илгинский, Чиканский, посёлок Жигалово |
| Заларинский                                 | посёлок Залари              | Бабагайский, Бажирский, Веренский, Илганский, Моисеевский, Мойганский, Новочеремховский, Троицкий, Тыретский, Ханжиновский, Холмогойский, Хор-Тагнинский, Черемшанский, посёлок Залари |
| Зиминский                                   | город Зима                  | Батаминский, Зулумайский, Кимильтейский, Кундулунский, Масляногорский, Новолетниковский, Перевозовский, Услонский, Филипповский, Хазанский |
| Иркутский                                   | город Иркутск               | Баклашинский, Голоустинский, Гороховский, Максимовский, Оёкский, Смоленский, Уриковский, Усть-Кудинский, Усть-Балейский, Ушаковский, Хомутовский, посёлок Большая Речка, Листвянка, Мегет |
| Казачинско-Ленский                          | село Казачинское            | Ермаковский, Казачинский, Карамский, Кутимский, Мартыновский, Новосёловский, Осиновский, Тарасовский |
| Катангский                                  | село Ербогачён              | Бурский, Ербогачёнский, Ерёмский, Кондогирский, Наканновский, Непский, Оськинский, Подволошинский, Преображенский, Токминский |
| Качугский                                   | посёлок Качуг               | Ангинский, Белоусовский, Бирюльский, Большетарельский, Бутаковский, Вершино-Тутурский, Верхоленский, Залогский, Карлукский, Качугский, Козловский, Манзурский, Мысовский, Седовский, Харбатовский, посёлок Качуг |
| Киренский                                   | город Киренск               | Алымовский, Банщиковский, Визирнинский, Змеиновский, Ильинский, Коршуновский, Краснояровский, Криволукский, Кривошапкинский, Лазаревский, Макаровский, Мироновский, Петропавловский, Сидоровский, Сполошинский, Ульканский, Усть-Киренгский, Чечуйский, город Киренск, посёлок Алексеевск                                                                |
| Куйтунский                                  | посёлок Куйтун              | Александро-Невский (Заводский), Алкинский, Амурский, Андрюшинский, Барлукский, Большекашелакский, Бурукский, Завальский, Илийский, Иркутский, Каразейский, Каранцайский, Карымский, Ленинский, Мингатуйский, Тулюшский, Усть-Кадинский, Уянский, Хайхтинский, Харикский, Чеботарихинский, посёлок Куйтун                                                 |
| Мамско-Чуйский                              | посёлок Мама                | Конкудерский, Паршинский, Чуйский, посёлки Витимский, Горно-Чуйский, Луговский, Мама |
| Нижне-Илимский                              | город Железногорск-Илимский | Большедеревенский, Илимский, Нижнеилимский, Романовский, Семигорский, Тубинский, Хребтовский, город Железногорск-Илимский, посёлки Видим, Шестаково |
| Нижнеудинский                               | город Нижнеудинск           | Алзамайский, Боровиновский, Верхнегутарский, Иргейский, Каменский, Катарбейский, Катарминский, Порогский, Солонецкий, Тофаларский, Усть-Рубахинский, Худоеланский, Чеховский, Шебертинский, Широковский, посёлки Атагай, Ук, Шумский |
| Ольхонский аймак                            | село Еланцы                 | Алагуевский, Еланцынский, Зама-Онгурёнский, Косостепский, Чернорудский, посёлок Хужир |
| Слюдянский                                  | город Слюдянка              | Маритуйский, Тибельтинский, Утуликский, город Слюдянка, посёлки Байкальск, Култук |
| Тайшетский                                  | город Тайшет                | Авдюшинский, Акульшетский, Байроновский, Бирюсинский, Бузыкановский, Джогинский, Зареченский, Колтошинский, Кондратьевский, Короленковский, Костомаровский, Нижнезаимовский, Николаевский, Новониколаевский, Половино-Черемховский, Рождественский, Тальский, Туманшетский, Черчетский, Шелаевский, Шелеховский, Шиткинский, посёлки Квиток, Урало-Ключи |
| Тулунский                                   | город Тулун                 | Будаговский, Бурхунский, Гадалейский, Гарбакарайский, Гуранский, Евдокимовский, Едогонский, Икейский, Кирейский, Котикский, Красносельский, Мугунский, Никитаевский, Перфиловский, Умыганский, Усть-Кульский, Шерагульский |
| Усольский                                   | город Усолье-Сибирское      | Биликтуйский, Большееланский, Большежилкинский, Мальтинский, Новомальтинский, Раздольинский, Тальянский, Усолье-Жилкинский, Целотский, посёлки Мишелевка, Тайтурка, Тельма |
| Усть-Кутский                                | город Усть-Кут              | Басовский, Боярский, Каймоновский, Максимовский, Марковский, Назаровский, Омолойский, Орлингский, Подымахинский, Тарасовский, Таюрский, Турукский, Якуримский |
| Усть-Удинский                               | посёлок Усть-Уда            | Аносовский, Аталанский, Балаганкинский, Биритский, Игжейский, Коноваловский, Малышевский, Новоудинский, Подволоченский, Первомайский, Светлолобовский, Тарнопольский, Юголокский, Шарагайский, посёлки Балаганск, Усть-Уда |
| Черемховский                                | город Черемхово             | Алёхинский, Бельский, Голуметский, Грязнухинский, Зерновский, Ингинский, Нижнеиретский, Онотский, Парфёновский, Табукский, Тальниковский, Тунгусский, Узколугский, Черемховский, город Свирск, посёлок Михайловка |
| Чунский                                     | посёлок Чунский             | Баерский, Балтуринский, Бунбуйский, Выдринский, Мироновский, Новочунский, Таргизский, Тарейский, Червянский, посёлки Лесогорск, Октябрьский, Чунский |
| Усть-Ордынский Бурятский национальный округ |                             | |
| Аймак                                       | Центр                       | Сельсоветы и посёлки районного подчинения |
| Аларский                                    | посёлок Кутулик             | Аларский, Александровский, Алтарикский, Бахтайский, Головинский, Закулейский, Зонский, Иванический, Куйтинский, Нельхайский, Новоленинский, Нукутский, Тыргетуйский, Целинный, посёлки Забитуй, Кутулик |
| Боханский                                   | посёлок Бохан               | Бильчирский, Буретский, Бурят-Янгутский, Евсеевский, Ирхидейский, Казачинский, Каха-Онгойский, Обусинский, Олонский, Осинский, Тарасинский, Тихоновский, Укырский, Унгинский, Усть-Алтанский, Хохорский, Шаралдаевский, посёлок Бохан |
| Эхирит-Булагатский                          | посёлок Усть-Ордынский      | Ахинский, Баяндаевский, Булусинский, Васильевский, Гаханский, Захальский, Капсальский, Куринский, Курумчинский, Кырменский, Муромцовский, Олойский, Ользоновский, Тугутуйский, Харазаргайский, Хатар-Хадайский, Хоготовский, посёлок Усть-Ордынский |

15 февраля 1968 года был образован Усть-Илимский район.
3 апреля 1972 года был восстановлен Нукутский район (центр — посёлок Новонукутский), в составе семи сельсоветов, выделенных из Аларского района: Алтарикский, Закулейский, Новоленинский, Новонукутский, Нукутский, Хадаханский и Целинский сельсоветы, а также Первомайского сельсовета, выделенного из Усть-Удинского района решением Иркутского облисполкома от 30 мая.
21 февраля 1975 года из Эхирит-Булагатского района был выделен Баяндаевский район (центр — село Баяндай) в составе девяти сельсоветов: Баяндаевского, Васильевского, Кырменского, Нагалыкского, Ользонского, Половинкинского, Тургеневского, Хантар-Хадайского и Хоготского. 6 ноября того же года из Боханского района был выделен Осинский район в составе восьми сельсоветов: Бильчирского, Бурят-Янгутского, Ирхидейского, Каха-Онгойского, Обусинского, Осинского, Унгинского и Усть-Алтанского.
20 ноября 1980 года законом РСФСР «Об автономных округах РСФСР» в соответствии с Конституцией СССР 1977 года Усть-Ордынский Бурятский национальный округ был преобразован в автономный округ.
В 1989 году был восстановлен Балаганский район.
20 января 1993 года решением Малого Совета Иркутского областного Совета народных депутатов был образован Шелеховский район. В том же году, путём выделения части территории из Иркутского и Усольского районов, был образован Ангарский район.

### С 2008 года
1 января 2008 года Усть-Ордынский Бурятский автономный округ вошёл в состав Иркутской области с особым административным статусом и был переименован в Усть-Ордынский Бурятский округ..
Законом Иркутской области от 10 декабря 2014 года № 149-ОЗ, с 1 января 2015 года, муниципальное образование «город Ангарск», Мегетское муниципальное образование, Одинское муниципальное образование и Савватеевское муниципальное образование объединены в Ангарский городской округ.
Законом Иркутской области от 9 июля 2015 года № 65-ОЗ, с 1 августа 2015 года, Коршуновское муниципальное образование и Мироновское муниципальное образование Киренского района были преобразованы, путём их объединения, в Коршуновское сельское муниципальное образование.
Законом Иркутской области от 26 декабря 2016 года № 125-ОЗ Кеульское муниципальное образование было упразднено, а его территория вошла в состав муниципального образования «Усть-Илимский район» в качестве межселенной территории.
Законом Иркутской области от 25 мая 2017 года № 31-ОЗ 10 июня 2017 года были преобразованы, путём их объединения, Белореченское муниципальное образование и Мальтинское муниципальное образование — в Белореченское городское муниципальное образование.
Законом Иркутской области от 25 мая 2017 года № 32-ОЗ 10 июня 2017 года были преобразованы, путём их объединения, Тарасовское муниципальное образование и Ульканское муниципальное образование — в Ульканское городское муниципальное образование.
В 2018 году сельские поселения Новолетниковское и Масляногорское Зиминского муниципального района объединены в сельское поселение Новолетниковское; Наратайское и Новотельбинское Куйтунского муниципального района в сельское поселение Новотельбинское; упразднено Тынкобское сельское поселение Братского муниципального района, посёлки Тынкобь и Хвойный переданы в состав межселенной территории; деревни Карнаухова, Короткова, Поперечная, сёла Ермаки и Осиново Казачинско-Ленского муниципального района переданы в сельское поселение Казачинское.
В 2020 году село Ленино Осинского района переименовано в Ново-Ленино.
| Городской округ / Район  | Центр                       | Сельские и городские поселения; «муниципальные образования» УОБО |
| ------------------------ | --------------------------- | --- |
| Иркутск                  |                             | |
| Братск                   |                             | |
| Зима                     |                             | |
| Саянск                   |                             | |
| Тулун                    |                             | |
| Усолье-Сибирское         |                             | |
| Усть-Илимск              |                             | |
| Свирск                   |                             | |
| Черемхово                |                             | |
| Аларский район           | посёлок Кутулик             | Аларь, Александровск, Аляты, Ангарский, Бахтай, Егоровск, Забитуй, Зоны, Иваническ, Куйта, Кутулик, Маниловск, Могоенок, Нельхай, Ныгда, Табарсук, Тыргетуй |
| Ангарский район          | город Ангарск               | Одинское, Савватеевское, Ангарское, Мегетское |
| Балаганский район        | посёлок Балаганск           | Биритское, Заславское, Коноваловское, Кумарейское, Тарнопольское, Шарагайское, Балаганское |
| Баяндаевский район       | село Баяндай                | «Баяндай», «Васильевск», «Гаханы», «Курумчин», «Кырма», «Люры», «Нагалык», «Ользон», «Покровка», «Половинка», «Тургенев», «Хогот» |
| Бодайбинский район       | город Бодайбо               | Артёмовское, Балахнинское, Бодайбинское, Жуинское, Кропоткинское, Мамаканское |
| Боханский район          | посёлок Бохан               | «Александровское», «Бохан», «Буреть», «Казачье», «Каменка», «Новая Ида», «Олонки», «Середкино», «Тараса», «Тихоновка», «Укыр», «Хохорск», «Шаралдай» |
| Братский район           | город Братск                | Большеокинское, Добчурское, Зябинское, Илирское, Калтукское, Карахунское, Кежемское, Ключи-Булакское, Кобинское, Кобляковское, Куватское, Кузнецовское, Наратайское, Озернинское, Покоснинское, Прибойнинское, Прибрежнинское, Тангуйское, Тарминское, Турманское, Тынкобское (упразднено в 2018 году, населённые пункты переданы в межселенную территорию), Тэмское, Харанжинское, Шумиловское, Вихоревское                                   |
| Жигаловский район        | посёлок Жигалово            | Дальне-Закорское, Знаменское, Коношановское, Лукиновское, Петровское, Рудовское, Тимошинское, Тутурское, Усть-Илгинское, Чиканское, Жигаловское |
| Заларинский район        | посёлок Залари              | Бабагайское, Бажирское, Веренское, Владимирское, Моисеевское, Мойганское, Новочеремховское, Семёновское, Троицкое, Ханжиновское, Холмогойское, Хор-Тагнинское, Черемшанское, Заларинское, Тыретское |
| Зиминский район          | город Зима                  | Батаминское, Буринское, Зулумайское, Кимильтейское, Масляногорское, Новолетниковское (присоединено к Масляногорскому), Покровское, Услонское, Ухтуйское, Филипповское, Хазанское, Харайгунское |
| Иркутский район          | город Иркутск               | Голоустненское, Гороховское, Дзержинское, Карлукское, Максимовское, Мамонское, Молодёжное, Никольское, Оёкское, Ревякинское, Смоленское, Сосновоборское, Уриковское, Усть-Балейское, Усть-Кудинское, Ушаковское, Хомутовское, Ширяевское, Большереченское, Листвянское, Марковское |
| Казачинско-Ленский район | село Казачинское            | Казачинское, Карамское, Ключевское, Мартыновское, Небельское, Новосёловское, Тарасовское, Кунерминское, Магистральнинское, Ульканское |
| Катангский район         | село Ербогачен              | Ербогаченское, Непское, Подволошинское, Преображенское |
| Качугский район          | посёлок Качуг               | Ангинское, Белоусовское, Бирюльское, Большетарельское, Бутаковское, Верхоленское, Вершино-Тутурское, Залогское, Зареченское, Карлукское, Качугское, Манзурское, Харбатовское, Качугское |
| Киренский район          | город Киренск               | Алымовское, Бубновское, Визирнинское, Криволукское, Коршуновское, Макаровское, Мироновское, Небельское, Петропавловское, Юбилейнинское, Алексеевское, Киренское |
| Куйтунский район         | посёлок Куйтун              | Алкинское, Андрюшинское, Барлукское, Большекашелакское, Иркутское, Каразейское, Карымское, Кундуйское, Ленинское, Лермонтовское, Мингатуйское, Наратайское (присоединено к Новотельбинскому), Новотельбинское, Панагинское, Тулюшское, Усть-Кадинское, Уховское, Уянское, Харикское, Чеботарихинское, Куйтунское |
| Мамско-Чуйский район     | посёлок Мама                | Витимское, Горно-Чуйское, Луговское, Мамское, Согдиондонское |
| Нижнеилимский район      | город Железногорск-Илимский | Березняковское, Брусничное, Дальнинское, Заморское, Коршуновское, Новоилимское, Речушинское, Семигорское, Соцгородское, Видимское, Железногорское, Новоигирминское, Радищевское, Рудногорское, Хребтовское, Шестаковское, Янгелевское |
| Нижнеудинский район      | город Нижнеудинск           | Верхнегутарское, Замзорское, Заречное, Иргейское, Каменское, Катарбейское, Катарминское, Костинское, Нерхинское, Порогское, Солонецкое, Староалзамайское, Тофаларское, Усть-Рубахинское, Худоеланское, Чеховское, Шебертинское, Широковское, Алзамайское, Атагайское, Нижнеудинское, Уковское, Шумское |
| Нукутский район          | посёлок Новонукутский       | «Алтарик», «Закулей», «Ново-Ленино», «Новонукутское», «Нукуты», «Первомайское», «Тангуты», «Хадахан», «Хареты», «Целинный», «Шаратское» |
| Ольхонский район         | село Еланцы                 | Бугульдейское, Еланцинское, Куретское, Онгурёнское, Шара-Тоготское, Хужирское |
| Осинский район           | село Оса                    | «Бильчир», «Бурят-Янгуты»,Ирхидей, «Каха-Онгойское», «Майск», «Ново-Ленино», «Обуса», «Посёлок Приморский», «Улейское», «Усть-Алтан» |
| Слюдянский район         | город Слюдянка              | Быстринское, Маритуйское, Новоснежнинское, Утуликское, Байкальское, Култукское, Портбайкальское, Слюдянское |
| Тайшетский район         | город Тайшет                | Берёзовское, Бирюсинское, Борисовское, Брусовское, Бузыкановское, Венгерское, Джогинское, Екунчетское, Еланское, Зареченское, Мирнинское, Нижнезаимское, Николаевское, Патриханское, Полинчетское, Половино-Черемховское, Разгонское, Рождественское, Соляновское, Старо-Акульшетское, Тальское, Тамтачетское, Тимирязевское, Черчетское, Шелаевское, Шелеховское, Бирюсинское, Квитокское, Новобирюсинское, Тайшетское, Шиткинское, Юртинское |
| Тулунский район          | город Тулун                 | Азейское, Алгатуйское, Аршанское, Афанасьевское, Будаговское, Бурхунское, Владимирское, Гадалейское, Гуранское, Евдокимовское, Едогонское, Икейское, Ишидейское, Кирейское, Котикское, Мугунское, Нижнебурбукское, Октябрьское, Перфиловское, Писаревское, Сибирякское, Умыганское, Усть-Кульское, Шерагульское |
| Усольский район          | город Усолье-Сибирское      | Большееланское, Железнодорожное, Мальтинское, Новожилкинское, Новомальтинское, Раздольинское, Сосновское, Тальянское, Белореченское, Мишелевское, Среднинское, Тайтурское, Тельминское |
| Усть-Илимский район      | город Усть-Илимск           | Бадарминское, Ершовское, Кеульское, Невонское, Подъеланское, Седановское, Тубинское, Эдучанское, Железнодорожное |
| Усть-Кутский район       | город Усть-Кут              | Верхнемарковское, Нийское, Орлингское (упразднено 30 сентября 2008 года решением Думы Усть-Кутского муниципального образования, населённые пункты вошли в состав Усть-Кутского муниципального образования в качестве межселенной территории), Подымахинское, Ручейское, Звезднинское, Усть-Кутское, Янтальское |
| Усть-Удинский район      | посёлок Усть-Уда            | Аносовское, Аталанское, Балаганкинское, Игжейское, Ключинское, Малышевское, Молькинское, Новоудинское, Подволоченское, Светлолобовское, Среднемуйское, Чичковское, Юголокское, Усть-Удинское |
| Черемховский район       | город Черемхово             | Алехинское, Бельское, Булайское, Голуметское, Зерновское, Каменно-Ангарское, Лоховское, Нижнеиретское, Новогромовское, Новостроевское, Онотское, Парфёновское, Саянское, Тальниковское, Тунгусское, Узколугское, Черемховское, Михайловское |
| Чунский район            | посёлок Чунский             | Балтуринское, Бунбуйское, Веселовское, Каменское, Мухинское, Новочунское, Таргизское, Червянское, Лесогорское, Октябрьское, Чунское |
| Шелеховский район        | город Шелехов               | Баклашинское, Олхинское, Подкаменское, Шаманское, Большелугское, Шелеховское |
| Эхирит-Булагатский район | посёлок Усть-Ордынский      | «Алужинское», «Ахины», «Гаханское», «Захальское», «Капсальское», «Кулункунское», «Ново-Николаевское», «Олойское», «Тугутуйское», «Усть-Ордынское», «Харазаргайское», «Харатское» |